# زیردریایی تندر کاراساکی
زیردریایی تندر کاراساکی (به انگلیسی: Japanese submarine tender Karasaki) یک زیردریایی بود که طول آن ۱۲۷٫۷ متر (۴۱۹ فوت ۰ اینچ) بود. این زیردریایی  در سال ۱۸۹۶ ساخته شد.